# Relaciones Estados Unidos-Sudáfrica
Las relaciones Estados Unidos-Sudáfrica son las relaciones diplomáticas entre Estados Unidos y Sudáfrica. De acuerdo con el Informe de liderazgo global de EE. UU. de 2012, el 76 % de Sudafricanos aprueba el liderazgo de EE. UU., con un 15 % de desaprobación y un 9 % de incertidumbre.
Se estima que en 2017, aproximadamente 98.000 sudafricanos residían en los Estados Unidos.

## Historia

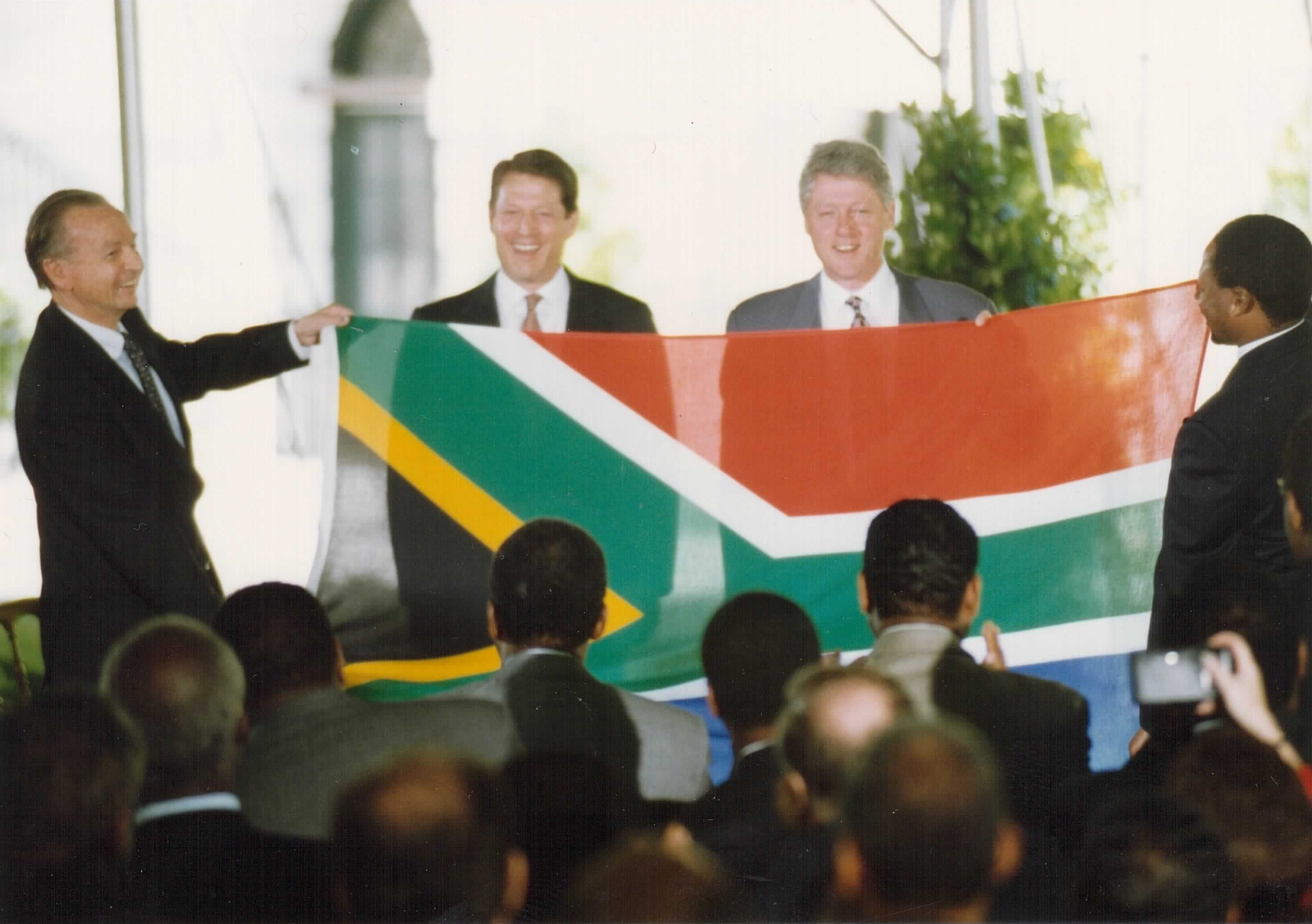
El embajador de Sudáfrica Harry Schwarz presentó la nueva Bandera de Sudáfrica al presidente de los Estados Unidos Bill Clinton en mayo de 1994

Estados Unidos ha mantenido una presencia oficial en Sudáfrica desde 1799, cuando se abrió un consulado en Ciudad del Cabo. La Embajada de los Estados Unidos está ubicada en Pretoria, y los Consulados Generales están en Johannesburgo, Durban y Ciudad del Cabo. Los estadounidenses y los sudafricanos también tienen muchos vínculos no gubernamentales: los [misioneros] norteamericanos blancos y negros, por ejemplo, tienen una larga historia de actividad en Sudáfrica. Los sudafricanos (particularmente el liderazgo ANC) también reconocen el apoyo y los vínculos con el movimiento anti - apartheid en los Estados Unidos.

### La era delapartheid
En un discurso en Washington D. C., el obispo Desmond Tutu describió el compromiso de los Estados Unidos con Sudáfrica como "una abominación", y luego describió los estrechos vínculos de Reagan con el "régimen" de Pretoria como "inmoral, malvado y totalmente injusto". Cristiano." Reagan había intentado anteriormente vetar una moción en el Congreso que pedía la liberación de Nelson Mandela.

### Post Apartheid

Desde 2004, el programa financiado por los Estados Unidos (Programa PEPFAR) ha ayudado a estabilizar la pandemia del sida en Sudáfrica.

Desde la abolición del apartheid y las primeras elecciones democráticas de abril de 1994, los Estados Unidos han disfrutado de una excelente relación bilateral con Sudáfrica. Si bien hay diferencias de posición entre los dos gobiernos (por ejemplo, respecto a Irak), no han impedido la cooperación en una amplia gama de temas clave. La cooperación bilateral en lucha contra el terrorismo, la lucha VIH / sida y las relaciones militares ha sido particularmente positiva. A través de Agencia de Estados Unidos para el Desarrollo Internacional (USAID), los Estados Unidos también brindan asistencia a Sudáfrica para ayudarlos a alcanzar sus objetivos de desarrollo. Cuerpo de Paz voluntarios comenzaron a trabajar en Sudáfrica en 1997.
Durante la presidencia de Thabo Mbeki (1999-2008), las relaciones se tensaron debido a una combinación de la paranoia del ANC en torno a las supuestas actividades CIA en el país y la crítica percibida del [negatismo del sida de Mbeki], una Sentirse en parte basado en las experiencias del ANC de apoyo tácito de Estados Unidos al gobierno del Apartheid durante el gobierno de Reagan. Las guerras de la administración Bush en Afganistán e Irak, así como su iniciativa PEPFAR (que chocó con las opiniones de Mbeki sobre el sida) sirvieron para alienar a la presidencia sudafricana hasta que el presidente Mbeki abandonó el gobierno en 2008.
Hasta 2008, los Estados Unidos habían considerado oficialmente a Nelson Mandela terrorista, sin embargo, el 5 de julio de 2008, Mandela, junto con otros miembros del ANC, incluido el actual ministro de Relaciones Exteriores actual, fueron retirados de una lista de vigilancia terrorista de Estados Unidos. Harry Schwarz, quien se desempeñó como Embajador de Sudáfrica en los Estados Unidos durante su transición a la democracia representativa (1991–1994), ha sido reconocido como uno de los papeles principales en la renovación de las relaciones entre las dos naciones.
Peter Fabricius describió a Schwarz como "un ingeniero de un estado de relaciones entre los Estados Unidos y Sudáfrica, mejor que nunca". El hecho de que Schwarz, durante décadas una conocida figura del anti-apartheid, estuviera dispuesto a aceptar la posición fue ampliamente reconocido como una demostración altamente simbólica de la determinación del presidente F. W de Klerk de introducir un nuevo sistema democrático. Durante el mandato de Schwarz, negoció el levantamiento de las sanciones estadounidenses contra Sudáfrica, obtuvo un paquete de ayuda de $ 600 millones del Presidente Bill Clinton, firmó el Tratado de No Proliferación Nuclear en 1991 y recibió la visita de estado del Presidente Mandela a Estados Unidos en octubre de 1994.
El 28 de enero de 2009, el recién elegido presidente de los Estados Unidos Barack Obama llamó por teléfono a su homólogo recién instalado Kgalema Motlanthe como uno de los contactos extranjeros con los que había trabajado desde su inauguración presidencial la semana anterior. El tratamiento primario dado fue el papel de Sudáfrica para ayudar a resolver la crisis política en Zimbabue 2008–2009. Según el portavoz de la Casa Blanca Robert Gibbs, la pareja "compartió preocupaciones" sobre el asunto. Obama le dio crédito a Sudáfrica por tener "un papel clave" en la resolución de la crisis de Zimbabue y dijo que estaba ansioso por trabajar con el presidente Motlanthe para abordar los problemas financieros mundiales en la cumbre del 2009 del G-20 en Londres.
La elección de Obama junto con la salida de Mbeki de su cargo, así como la promulgación de la Ley de Crecimiento y Oportunidad de África (AGOA) con Sudáfrica como un beneficiario clave mejoraron enormemente las opiniones dentro del gobierno sudafricano de su relación con los Estados Unidos. Estados A partir de 2014 se piensa que la relación entre Sudáfrica y los Estados Unidos en los años Zuma / Obama no es tan estrecha como lo fue durante los años Mandela / Clinton, pero mejoró en gran medida desde los años Mbeki / Bush.
Durante la administración de Trump las relaciones entre los dos países se enfriaron debido a las declaraciones hechas por el presidente Trump con respecto a la reforma agraria en Sudáfrica y la inclusión de Sudáfrica como uno de los diez países, el "peor registro" de apoyar a EE. UU. puestos en las Naciones Unidas. La publicación de la lista se acompañó con la declaración de que el gobierno de Trump estaba considerando cortar la ayuda estadounidense a los países incluidos en la lista. El 14 de marzo de 2025, el secretario de Estado de Estados Unidos, Marco Rubio, declaró al embajador sudafricano Ebrahim Rasool persona non grata por sus críticas a la campaña presidencial de 2024 de Donald Trump.

## Visitas diplomáticas
Las visitas diplomáticas entre las dos naciones aumentaron cerca del final del apartheid. En febrero de 1990, el presidente de los Estados Unidos George H.W. Bush invitó a ambos, el presidente de Sudáfrica F.W. de Klerk y el líder del ANC Nelson Mandela para visitar la Casa Blanca. Ambos hombres aceptaron la invitación, con De Klerk programado para visitar el 18 de junio de 1990 y Mandela, recientemente liberada de prisión, programada para visitar una semana más tarde. Después de que surgiera una controversia en Sudáfrica, De Klerk pospuso su visita. Mandela visitó Washington el 24 de junio de 1990 y se reunió con el presidente Bush y otros funcionarios. También se dirigió a una sesión conjunta del Congreso de los Estados Unidos. En septiembre, de Klerk visitó Washington, la primera visita oficial al estado de un líder sudafricano.
Mandela fue posteriormente elegido presidente de Sudáfrica, y el vicepresidente de los Estados Unidos Al Gore y la primera dama Hillary Clinton asistieron a su inauguración en Pretoria en mayo de 1994. En octubre de ese año, Mandela regresó a Washington para una cena de estado organizada por el presidente de los Estados Unidos Bill Clinton.
El presidente Clinton visitó Sudáfrica en marzo de 1998, marcando la primera vez que un presidente de los Estados Unidos en ejercicio visitó el país. Desde la visita de Clinton, dos de sus sucesores visitaron el país: el presidente George W. Bush visitó en julio de 2003 y el presidente Barack Obama visitó en junio de 2013.

## Misiones diplomáticas residentes
- Estados Unidos tiene una embajada Pretoria y consulados-generales en Ciudad del Cabo, Durban y en Johannesburgo.[18]
- Sudáfrica tiene una embajada en Washington D. C. y consulados-generales en Los Ángeles y en Nueva York.[19]

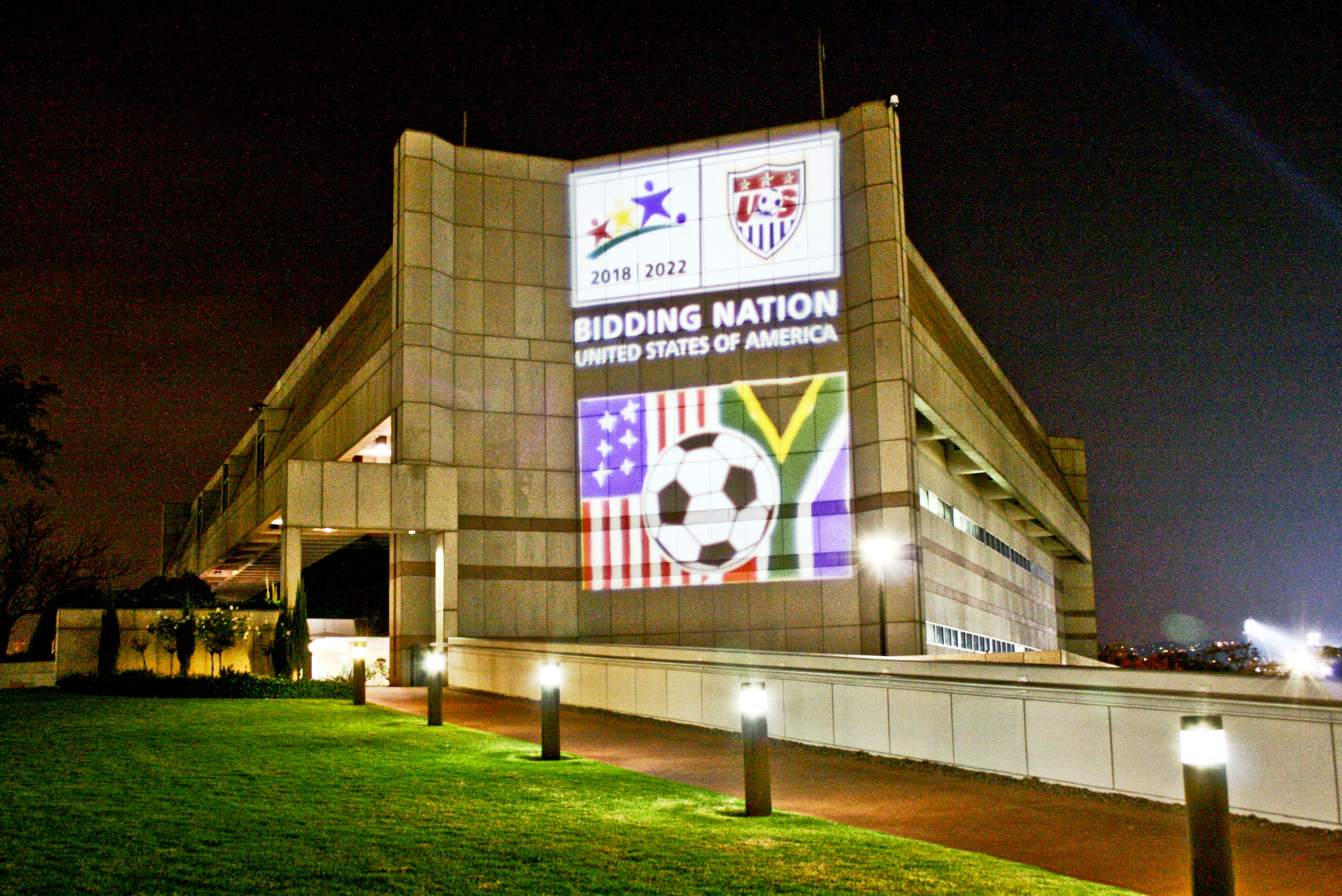
Embajada de los Estados Unidos en Pretoria
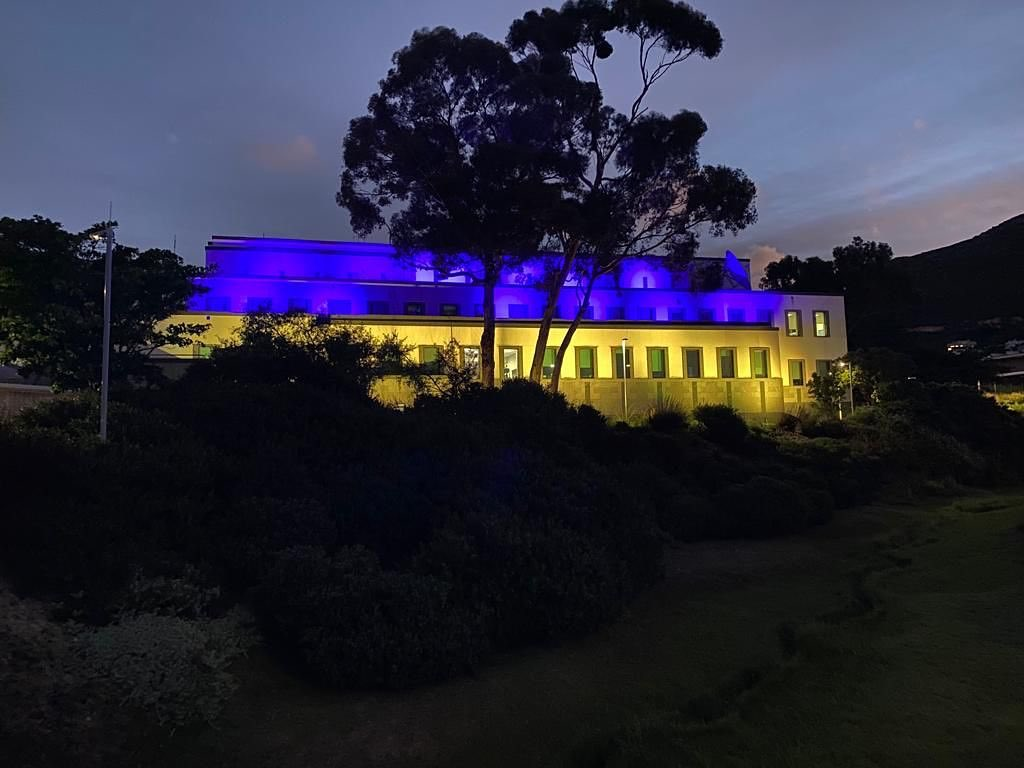
Consulado-General de los Estados Unidos en Ciudad del Cabo
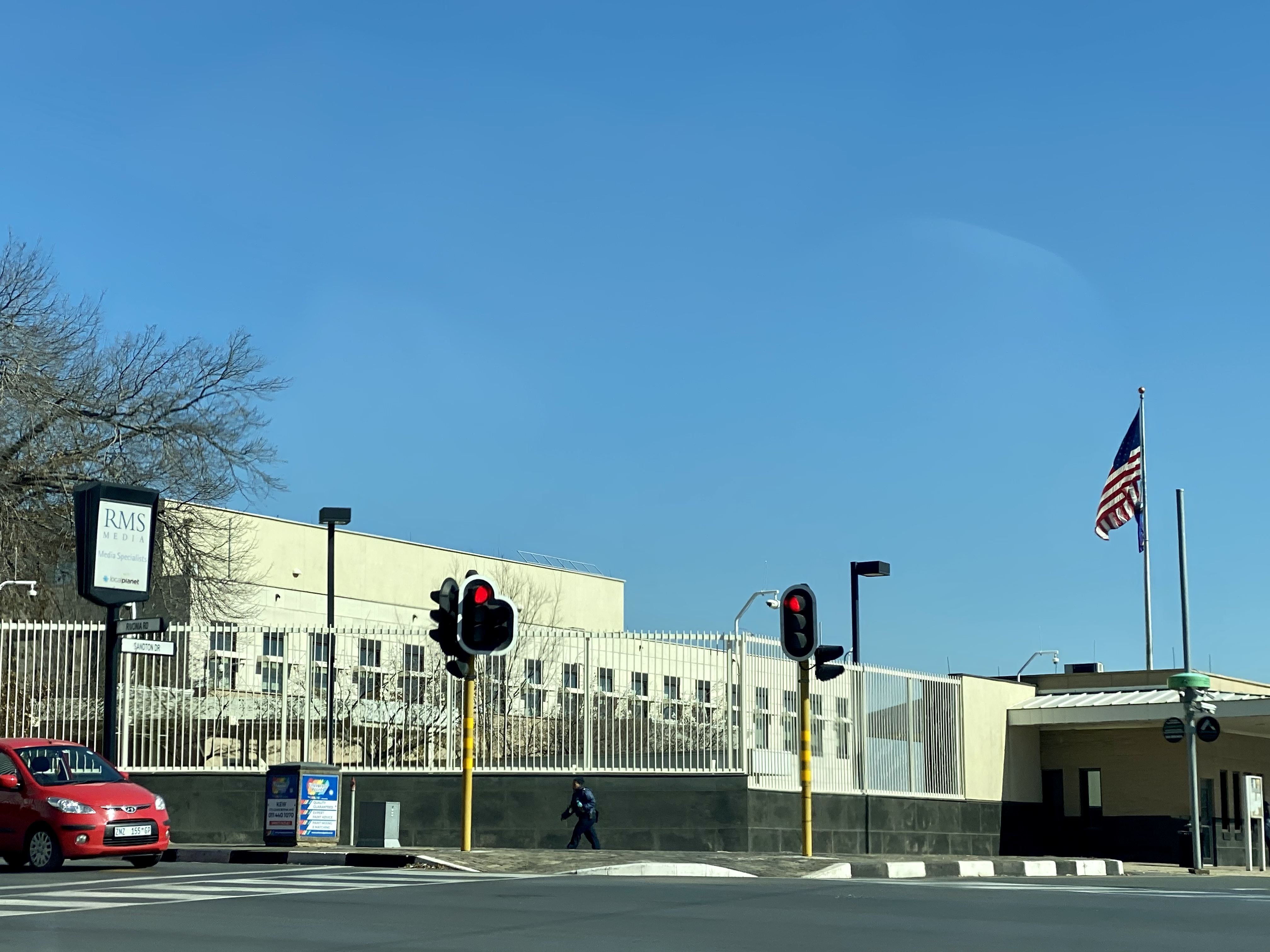
Consulado-General de los Estados Unidos en Johannesburgo

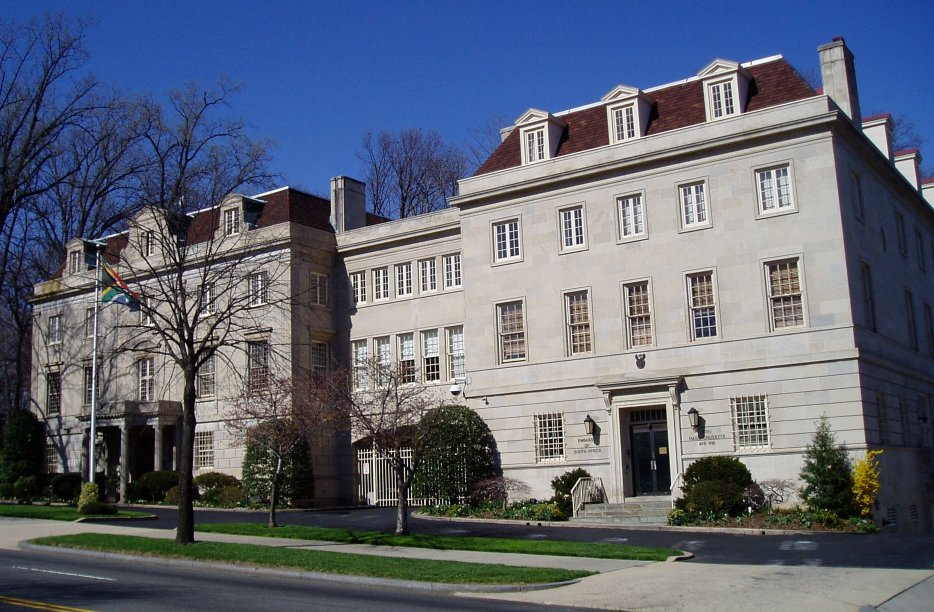
Embajada de Sudáfrica en Washington, D.C.